# Seita Nonaka
Seita Nonaka (Saitama, Japón; 25 de octubre del 2000) es un piloto de automovilismo japonés. En 2022 corrió en la Super Fórmula Lights y en el Super GT Japonés.

## Carrera

### Inicios
Nonaka comenzó a competir en 2019, compitió en el Campeonato Japonés de F4 con TOM'S Spirit y logró obtener el octavo lugar en su temporada de novato. Se mantuvo en la misma serie, pero se unió a TGR-DC Racing School. En esa temporada, obtuvo el tercer lugar en la clasificación final. Nonaka una vez más continúa compitiendo en la misma serie por tercera temporada para 2021 con el mismo equipo de 2020. Esa temporada le quitó el título a Rin Arakawa e Iori Kimura en la última ronda en Fuji Speedway.

### Super Fórmula
En el mismo año de 2021, compitió en Super Fórmula Lights, donde reemplazó a Kazuto Kotaka, quien originalmente debía competir en la serie, pero tenía que competir en el Campeonato de Super Fórmula Japonesa con Kamui Kobayashi cubierto por KCMG, quien no puede competir en Japón debido a restricciones de viaje. Nonaka compitió todos menos 1 de 6 rondas.

## Resumen de carrera
| Temporada | Categoría                               | Equipo                        | Carreras     | Victorias    | Poles        | VR           | Podios       | Puntos       | Pos.         |
| --------- | --------------------------------------- | ----------------------------- | ------------ | ------------ | ------------ | ------------ | ------------ | ------------ | ------------ |
| 2019      | Campeonato de Japón de Fórmula 4        | TOM'S Spirit                  | 14           | 0            | 0            | 1            | 2            | 89           | 8.º          |
| 2020      | Campeonato de Japón de Fórmula 4        | TGR-DC Racing School          | 12           | 0            | 0            | 0            | 5            | 123          | 3.º          |
| 2021      | Campeonato de Japón de Fórmula 4        | TGR-DC Racing School          | 14           | 6            | 1            | 5            | 8            | 217          | 1.º          |
| 2021      | Super Fórmula Lights                    | TOM'S                         | 14           | 0            | 0            | 0            | 3            | 24           | 7.º          |
| 2022      | Super Fórmula Lights                    | TOM'S                         | 18           | 1            | 0            | 1            | 9            | 63           | 4.º          |
| 2022      | Super GT Japonés - GT300                | Hoppy Team Tsuchiya           | 7            | 0            | 0            | 0            | 0            | 1            | 34.º         |
| 2023      | Super Fórmula Lights                    | TOM'S                         | 15           | 0            | 0            | 1            | 4            | 36           | 7.º          |
| 2023      | Super GT Japonés - GT300                | Hoppy Team Tsuchiya           | 4            | 0            | 0            | 0            | 0            | 1            | 25.º         |
| 2023      | Super GT Japonés - GT300                | Saitama Toyopet GreenBrave    | 1            | 1            | 0            | 0            | 1            | 1            | 25.º         |
| 2023      | GT World Challenge Asia - GT4           | Toyota Gazoo Racing Indonesia | 6            | 5            | 4            | 4            | 6            | 143          | 2.º          |
| 2023      | Super Taikyu - ST-Z                     | Saitama Toyopet GreenBrave    | 1            | 1            | 1            | 0            | 1            | 174          | 1.º          |
| 2024      | Super Fórmula Lights                    | TOM'S                         | 18           | 5            | 1            | 5            | 7            | 77           | 3.º          |
| 2024      | Super GT Japonés - GT300                | Saitama Green Brave           | 8            | 0            | 0            | 0            | 1            | 29           | 9.º          |
| 2024      | Super Taikyu - ST-Z                     | Saitama Green Brave           | 7            | 2            | 1            | 0            | 4            | 128‡         | 1.º‡         |
| 2024      | GT World Challenge Asia - Japan Cup GT4 | Toyota Gazoo Racing Indonesia | 6            | 1            | 4            | ?            | 5            | 103          | 6.º          |
| 2024      | Nürburgring Langstrecken-Serie - SP10   | Toyota Gazoo Racing           | ?            | ?            | ?            | ?            | ?            | ?            | ?            |
| 2025      | Super Fórmula Lights                    | TOM'S                         | Disputándose | Disputándose | Disputándose | Disputándose | Disputándose | Disputándose | Disputándose |
| 2025      | Campeonato de Super Fórmula Japonesa    | Itochu Enex Wecars Team Impul | Disputándose | Disputándose | Disputándose | Disputándose | Disputándose | Disputándose | Disputándose |
| Fuente:   |                                         |                               |              |              |              |              |              |              |              |

## Resultados

### Campeonato de Super Fórmula Japonesa
(Clave) (negrita indica pole position) (cursiva indica vuelta rápida)

| Año   | Escudería                     | 1      | 2      | 3      | 4     | 5   | 6      | 7       | 8      | 9   | 10  | 11  | 12  | Pos. | Puntos |
| ----- | ----------------------------- | ------ | ------ | ------ | ----- | --- | ------ | ------- | ------ | --- | --- | --- | --- | ---- | ------ |
| 2025* | Itochu Enex Wecars Team Impul | SUZ 17 | SUZ 19 | MOT 11 | MOT 8 | AUT | FUJ 19 | FUJ Ret | SUG 16 | FUJ | FUJ | SUZ | SUZ | 16.º | 3      |

- * Temporada en progreso.